# Frederik 5. af Pfalz
 Der er flere personer med dette navn, se Frederik 5. (flertydig).
Frederik V (tysk: Friedrich V.) (26. august 1596 – 29. november 1632) var kurfyrste af Pfalz fra 1610 til 1623) og konge af Bøhmen som Frederik I (Tjekkisk: Fridrich Falcký) fra 1619 til 1620. Hans korte regeringstid gav ham tilnavnet Vinterkongen (tjekkisk: Zimní král).

## Biografi
Frederik blev født på jagtslottet Deinschwang nær Amberg i Oberpfalz som søn af og arving til kurfyrst Frederik 4. af Pfalz og Louise Juliana af Nassau, datter af Vilhelm 1. af Orange og Charlotte de Bourbon-Monpensier. Han fulgte sin far som kurfyrste af Pfalz i det Tysk-romerske rige i 1610. I 1613 giftede han sig med Elizabeth Stuart, datter af Jakob 1. af England og Anna af Danmark.
I 1619 gjorde protestanterne i Bøhmen oprør mod den katolske Tysk-romerske kejser Ferdinand II og tilbød Frederik kronen. Han blev valgt, fordi han var et betydningsfuldt medlem af Den Protestantiske Union, som hans far havde grundlagt for at beskytte protestanterne i kejserriget. Frederik sagde ja til tronen, og det er ofte nævnt som det, der udløste Trediveårskrigen. Men hans allierede i Den protestantiske Union var ikke parate til at støtte ham militært og underskrev i stedet Traktaten i Ulm (1620). Hans korte regeringstid som konge af Bøhmen sluttede med hans nederlag i Slaget ved Det Hvide Bjerg den 8. november 1620 – et år og fire dage efter hans kroning. Efter slaget invaderede de kejserlige styrker Pfalz, og han måtte flygte til Holland i 1622. Kejseren udstedte en befaling, der fratog ham kurfyrstendømmet i 1623.
Han levede resten af sit liv i eksil med sin kone og børn, mest i Haag og døde i Mainz i 1632. 
Hans ældste overlevende søn Karl Ludvig, bragte slægten tilbage til magten i 1648, da krigen sluttede.

## Familie og børn
Han giftede sig med Elizabeth Stuart, datter af James I af England og Anne af Danmark i det kongelige kapel i Whitehall den 14. februar 1613, De fik følgende børn: 
1. Henrik Frederik (1614–1629), Kurprins af Pfalz — (druknet)
2. Karl Ludvig (1617–1680), Kurfyrste af Pfalz 1648—1680
3. Elisabeth (1618–1680), Abbedisse i Herford 1667—1680
4. Ruprecht (1619–1682), kendt fra den Engelske borgerkrig.
5. Moritz (1620–1652), som også kæmpede i den Engelske borgerkrig.
6. Louise Hollandine (1622–1709), Abbedisse i Maubuisson 1664–1709
7. Ludvig (1624–1625)
8. Eduard (1625–1663)
9. Henriette Marie (1626–1651), Grevinde af Mongatsch
10. Philip (1627–1650)
11. Charlotte (1628-1631) (1628–1631)
12. Sophie (1630–1714), gift med Kurfyrst Ernst August af Hannover.
13. Gustav Adolf (1632–1641)

## Eksterne links
- Wikimedia Commons har flere filer relateret til Frederik 5. af Pfalz

| Frederik 5.Huset Pfalz-SimmernSidelinje af Huset WittelsbachFødt: 26. august 1596 Død: 29. november 1632 |                                             |                              |
| Titler som regent                                                                                        |                                             |                              |
| Foregående: Ferdinand 2.                                                                                 | Konge af Bøhmen (som Frederik 1.) 1619–1620 | Efterfølgende: Ferdinand 2.  |
| Foregående: Frederik 4.                                                                                  | Kurfyrste af Pfalz 1610-1623                | Efterfølgende: Maximilian 1. |